# Golsinda corallina
Golsinda corallina är en skalbaggsart som beskrevs av Thomson 1860. Golsinda corallina ingår i släktet Golsinda och familjen långhorningar.
Artens utbredningsområde är:
- Sarawak.
- Laos.

Inga underarter finns listade i Catalogue of Life.